# Бор (волна)

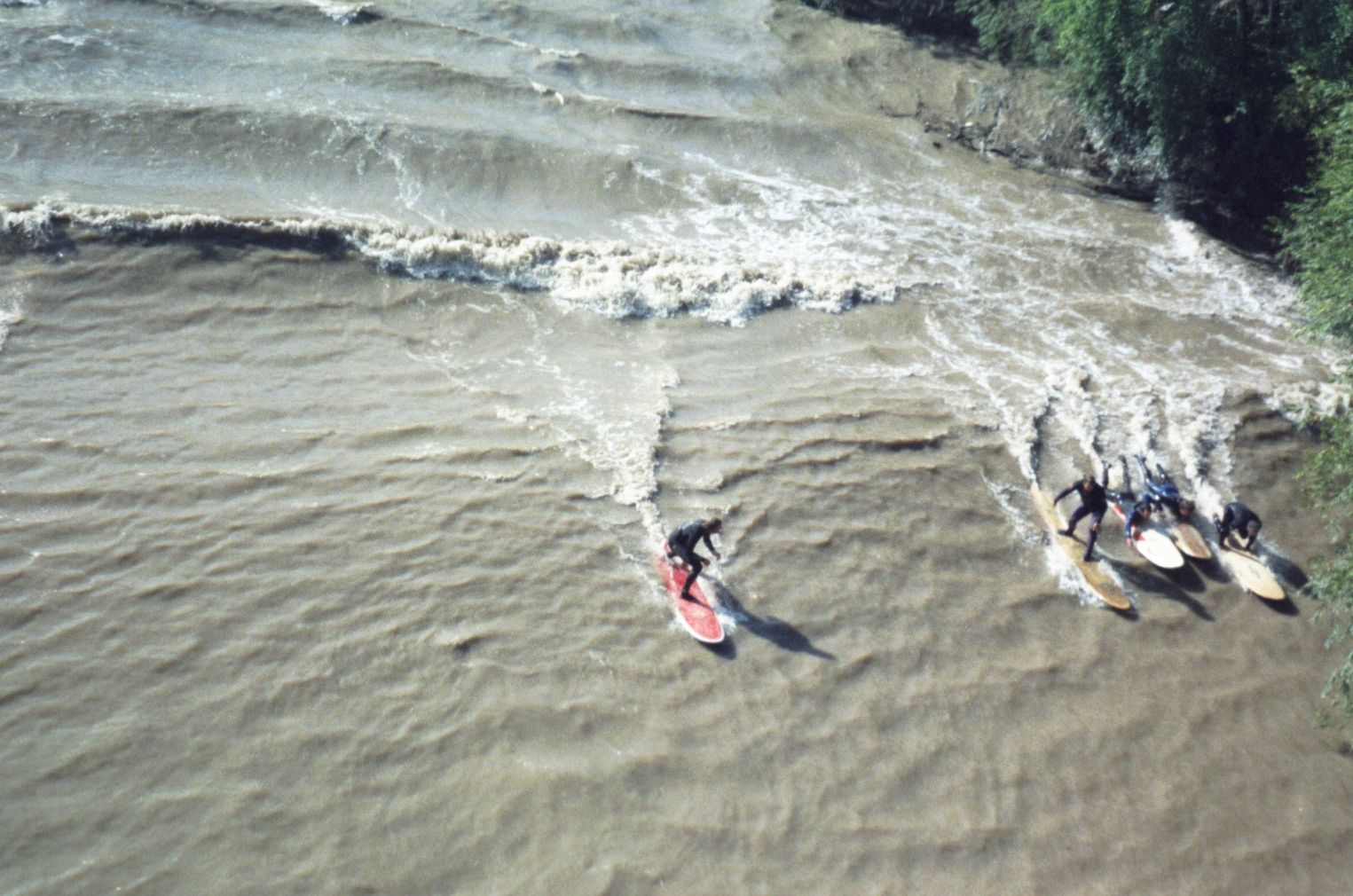
Сёрферы, оседлавшие приливную волну на реке Северн, Великобритания

Бор (от старонорвежского bara — волна, зыбь) — аномально высокая приливная волна, возникающая в устьях некоторых рек и узких заливов и движущаяся вверх по их рукавам.

## Механизм образования
Во время прилива поступающие в широкий залив массы воды нагнетаются в суженное устье, где они концентрируются, образуя волновой фронт. В некоторых случаях за фронтом следуют одна или несколько уединённых волн (солитонов). Бор может представлять собой угрозу для судоходства, так как движется с большой скоростью и имеет значительную энергию.
Бор иногда используется для сёрфинга.

## Синонимы
- маскаре́ (на атлантическом побережье Франции)
- пороро́ка (на Амазонке)
- бенак (в Малайзии)

## Некоторые места возникновения
- река Амазонка (Бразилия) — высота до 4 метров, скорость до 25 км/ч;
- река Птикодьяк (залив Фанди, Канада) — высота достигала 2 метров, ныне сильно ослаблен дамбой;
- залив Кука, один из рукавов (Аляска, США) — высота до 2 метров, скорость до 20 км/ч;
- река Цяньтан (провинция Чжэцзян, Китай) — самый высокий в мире бор, высота до 9 метров, скорость до 40 км/ч[1][2].